# Buffalo Bills 1995
La stagione 1995 dei Buffalo Bills è stata la 26ª della franchigia nella National Football League, la 36ª complessiva. Dopo una stagione con un record negativo, la squadra tornò a vincere la AFC East e raggiunse i playoff per la settima volta nelle ultime otto stagioni. Nel primo turno i Bills batterono i Miami Dolphins nell'ultima gara di Don Shula come capo-allenatore. La settimana seguente persero contro i futuri vincitori della AFC, i Pittsburgh Steelers. Al 2019 questo è l'ultimo titolo di division e l'ultima vittoria nei playoff della franchigia.
Nella sua prima stagione con la squadra, il defensive end Bryce Paup fu nominato miglior difensore dell'anno della NFL. Paup guiò la lega con 17,5 sack, il quarto massimo degli anni novanta.
Nel corso della stagione, il capo-allenatore Marv Levy si sottopose con successo a un trattamento per il cancro alla prostata; l'assistente Elijah Pitts prese il suo posto ad interim finché Levy tornò dopo tre settimane di assenza.

## Roster
| Roster dei Buffalo Bills nel 1995 |
| --- |
| Quarterback - 15 Todd Collins - 12 Jim Kelly - 10 Alex Van Pelt Running Back - 35 Carwell Gardner FB - 44 Darick Holmes RB/KR - 30 Yonel Jourdain - 33 Tim Tindale FB - 34 Thurman Thomas Wide Receiver - 81 Justin Armour - 80 Bill Brooks - 85 Russell Copeland - 83 Andre Reed - 89 Steve Tasker - 82 Damon Thomas Tight End - 88 Tony Cline - 87 Rob Coons - 84 Lonnie Johnson Offensive Linemen - 79 Ruben Brown G - 62 Mike Devlin C - 70 John Fina T - 67 Kent Hull C - 68 Corbin Lacina G - 63 Adam Lingner C - 72 Corey Louchiey T - 64 Tom Nutten G - 60 Jerry Ostroski G - 74 Glenn Parker T Defensive Linemen - 90 Phil Hansen DE - 77 Jim Jeffcoat DE - 94 Mark Pike DE - 78 Bruce Smith DE - 92 Ted Washington DT - 73 Karl Wilson DE Linebacker - 96 Monty Brown ILB - 97 Cornelius Bennett ILB - 57 Damien Covington OLB - 52 John Holecek - 55 Mark Maddox ILB - 95 Bryce Paup OLB - 58 Marlo Perry ILB - 59 Sam Rogers OLB - 50 David White OLB Defensive Back - 22 Jeff Burris CB - 43 Matt Darby FS - 41 Greg Evans SS - 42 Chris Green CB - 27 Ken Irvin CB - 39 Filmel Johnson CB - 20 Henry Jones SS - 46 Marlon Kerner CB - 24 Kurt Schulz FS - 28 Thomas Smith CB Special Team - 2 Steve Christie K - 9 Chris Mohr P |
| Legenda - I rookie sono in corsivo. - Il primo ruolo è il principale mentre gli eventuali successivi indicano i ruoli secondari. - (IR) sta per Injured Reserve ed indica la lista ristretta per un solo giocatore infortunato che può tornare ad allenarsi dopo la settimana 6 e a rientrare in prima squadra dopo che questa ha giocato 8 partite. - (NF-Inj.) / (NF-Ill.) stanno rispettivamente per Non-Football Injured e Non-Football Illness ed indicano le liste dove viene inserito un giocatore che ha un infortunio o una malattia non dipendente dal football americano. - (PUP) sta per Physically Unable to Perform ed indica la lista dove viene inserito un giocatore mentre è in attesa di recuperare la condizione fisica. Nella stagione regolare dopo la sesta partita giocata dalla propria squadra, il giocatore ha tempo tre settimane per riprendere ad allenarsi, più tre settimane aggiuntive dal suo rientro agli allenamenti per rientrare in prima squadra. |

Fonte:

## Calendario
| Stagione regolare |                    |                         |                    |                    |                             |                    |                    |
| Turno             | Data               | Avversario              | Risultato          | Record             | Stadio                      | Pubblico           | TV ora             |
| 1                 | 3 settembre 1995   | at Denver Broncos       | S 7–22             | 0–1                | Mile High Stadium           | 75,157             | TNT 8:00ET         |
| 2                 | 10 settembre 1995  | Carolina Panthers       | V 31–9             | 1–1                | Rich Stadium                | 79,190             | FOX 1:00ET         |
| 3                 | 17 settembre 1995  | Indianapolis Colts      | V 20–14            | 2–1                | Rich Stadium                | 62,499             | NBC 1:00ET         |
| 4                 | Settimana di pausa | Settimana di pausa      | Settimana di pausa | Settimana di pausa | Settimana di pausa          | Settimana di pausa | Settimana di pausa |
| 5                 | 2 ottobre 1995     | at Cleveland Browns     | V 22–19            | 3–1                | Cleveland Municipal Stadium | 76,211             | ABC 9:00ET         |
| 6                 | 8 ottobre 1995     | New York Jets           | V 29–10            | 4–1                | Rich Stadium                | 79,485             | NBC 1:00ET         |
| 7                 | 15 ottobre 1995    | Seattle Seahawks        | V 27–21            | 5–1                | Rich Stadium                | 74,362             | NBC 1:00ET         |
| 8                 | 23 ottobre 1995    | at New England Patriots | S 14–27            | 5–2                | Foxboro Stadium             | 60,203             | ABC 9:00ET         |
| 9                 | 29 ottobre 1995    | at Miami Dolphins       | S 6–23             | 5–3                | Joe Robbie Stadium          | 71,060             | NBC 4:00ET         |
| 10                | 5 novembre 1995    | at Indianapolis Colts   | V 16–10            | 6–3                | RCA Dome                    | 59,612             | NBC 4:00ET         |
| 11                | 12 novembre 1995   | Atlanta Falcons         | V 23–17            | 7–3                | Rich Stadium                | 62,690             | FOX 1:00ET         |
| 12                | 19 novembre 1995   | at New York Jets        | V 28–26            | 8–3                | The Meadowlands             | 54,436             | NBC 4:00ET         |
| 13                | 26 novembre 1995   | New England Patriots    | S 25–35            | 8–4                | Rich Stadium                | 69,384             | NBC 1:00 ET        |
| 14                | 3 dicembre 1995    | at San Francisco 49ers  | S 17–27            | 8–5                | Candlestick Park            | 65,568             | ESPN 8:00 ET       |
| 15                | 10 dicembre 1995   | at St. Louis Rams       | V 45–27            | 9–5                | Trans World Dome            | 64,623             | NBC 1:00 ET        |
| 16                | 17 dicembre 1995   | Miami Dolphins          | V 23–20            | 10–5               | Rich Stadium                | 79,531             | NBC 1:00 ET        |
| 17                | 24 dicembre 1995   | Houston Oilers          | S 28–17            | 10–6               | Rich Stadium                | 45,253             | NBC 1:00 ET        |

### Playoff
| Playoff    |                  |                     |           |        |                      |          |
| Turno      | Data             | Avversario          | Risultato | Record | Stadio               | Pubblico |
| Wild card  | 30 dicembre 1995 | at Miami Dolphins   | V 37–22   | 1–0    | Rich Stadium         | 73.103   |
| Divisional | 6 gennaio 1996   | Pittsburgh Steelers | S 21–40   | 1–1    | Three Rivers Stadium | 59.072   |

## Classifiche
| AFC East               |    |    |   |      |     |     |     |
|                        | V  | S  | P | %    | PF  | PS  | STR |
| (3) Buffalo Bills      | 10 | 6  | 0 | .625 | 350 | 335 | S1  |
| (5) Indianapolis Colts | 9  | 7  | 0 | .563 | 331 | 316 | V1  |
| (6) Miami Dolphins     | 9  | 7  | 0 | .563 | 398 | 332 | V1  |
| New England Patriots   | 6  | 10 | 0 | .375 | 294 | 377 | S2  |
| New York Jets          | 3  | 13 | 0 | .188 | 233 | 384 | S4  |

## Premi
- Bryce Paup:

difensore dell'anno